# Flagelina

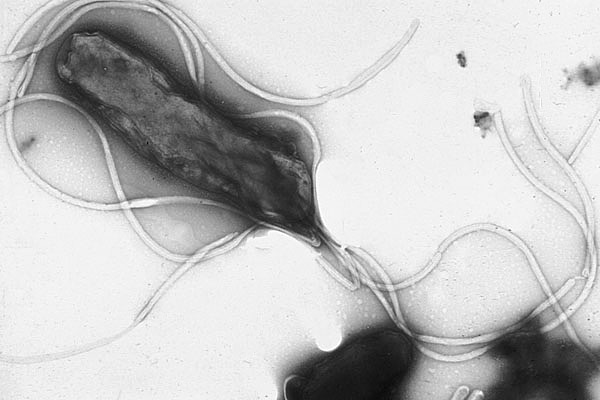
Helicobacter pylori z wiciami zbudowanymi z flageliny

Flagelina – białko budujące wić bakteryjną. Jest oznaczone jako: FliC. 
Jego cząsteczki mają masę cząsteczkową 54000 i są zdolne do łączenia się w regularne struktury, które przypominają nici, spirale, a proces ten jest podobny do krystalizacji. 
Bakteria buduje z flageliny formę o kształcie sztywnej, skręconej podobnie jak korkociąg rureczki. Jest to bardzo wydajny organizm, gdyż podczas budowy dostarczane są tysiące nowych cząsteczek białka. Jeden skręt spirali wici składa się z 5000 tys. cząsteczek białka. Flagelina transportowana jest na koniec aktualnie montowanego odcinka poprzez specjalny kanał wewnątrz budowanej wici w tempie około 50 cząsteczek flageliny na sekundę. Proces budowy wici wieńczy umieszczenie na jej końcu specjalnej nasadki.